# Temesvári Futár
Temesvári Futár – politikai, társadalmi és közgazdasági hetilap. 1934–1940 között jelent meg Temesváron, Orich Viktor szerkesztésében (1937-től Bánsági Futár ill. Bánáti Futár címmel). Szépirodalmat, irodalmi-művelődési témájú cikkeket, műfordításokat is közölt Baradlai László, Fekete Tivadar, Franyó Zoltán, Gárdonyi István, Ifjabb Kubán Endre, Nógrádi Béla, Pánczél Lajos, Szép Ernő, Vuchetich Endre tollából.